# Maciej Biega
Maciej Biega (7 februari 1989) is een Pools langebaanschaatser. Hij is vooral goed op de korte afstanden, met name de 500, maar ook de 1000 en 1500 meter. Net als Artur Waś traint hij bij de KIA Speed Skating Academy in Inzell.

## Carrière
Biega deed mee aan de WK junioren 2006 in Erfurt en de WK junioren 2008 in Changhun, maar maakte daar geen indruk. In het najaar van 2008 maakte hij zijn debuut in de wereldbeker en reed daar in de B-groep.
In 2010 deed Biega mee aan de wereldkampioenschappen schaatsen sprint 2010 en werd daar 30e. Later dat seizoen vertegenwoordigde hij Polen op de Olympische Winterspelen 2010, waar hij meedeed aan de 500 meter en 38e werd.
Bij de Wereld Universiteitskampioenschappen schaatsen 2012 won hij zilver op de 500 meter, hij moest zijn meerdere erkennen in landgenoot Artur Nogal.
Op nationaal niveau valt op dat hij van 2008 tot en met 2013 zes keer op rij zilver won bij de Poolse kampioenschappen schaatsen sprint; op de afstandskampioenschappen won hij enkele medailles op de 500 meter.

## Records

### Persoonlijke records
| Afstand     | Tijd     | Datum             | Baan           |
| ----------- | -------- | ----------------- | -------------- |
| 500 meter   | 35,55    | 15 november 2013  | Salt Lake City |
| 1000 meter  | 1.10,32  | 20 januari 2013   | Calgary        |
| 1500 meter  | 1.47,72  | 15 november 2013  | Salt Lake City |
| 3000 meter  | 4.00,66  | 24 september 2010 | Minsk          |
| 5000 meter  | 7.10,54  | 4 november 2006   | Berlijn        |
| 10000 meter | 15.47,77 | 18 december 2011  | Zakopane       |

## Resultaten
| Jaar | WK Sprint               | Olympische Spelen | WK Junioren                               |
| ---- | ----------------------- | ----------------- | ----------------------------------------- |
| 2006 |                         |                   | NC34 (20e, 40e, 34e, -) 11e achtervolging |
|      |                         |                   |                                           |
| 2008 |                         |                   | 11e achtervolging                         |
|      |                         |                   |                                           |
| 2010 | NC30 (29e, 31e, 28e, -) | 38e 500m          |                                           |

(#, #, #, #) = afstandspositie op sprinttoernooi (500m, 1000m, 500m, 1000m) of op juniorentoernooi (500m, 3000m, 1500m, 5000m).
NC34 = niet gekwalificeerd voor de laatste afstand, maar wel als 34e geklasseerd in de eindrangschikking